# Toprak Razgatlıoğlu
Toprak Razgatlıoğlu (Alanya, 1996. október 16.) török motorversenyző, kétszeres Superbike-világbajnok.

## Pályafutása

### Fiatalon
5 évesen édesapja révén kezdett motorozni. 2004-ben a török motokrossz bajnokságban az 50 köbcentis osztályban indult először, 2005 és 2008 között négy országos bajnoki címet nyert, kettőt a 65 köbcentisben és kettőt a 85 köbcentisben. 2009-től gyorsasági versenyre váltott, elindult a Supersport 600 országos bajnokságon, ahol a 2011-es szezon végén második lett, ugyanebben az évben részt vett a szupermoto országos bajnokságon, itt harmadik lett. A német bajnokság által szervezett R6-os kupában a tizennyolcadik lett. 2012-ben török bajnok lett Supersport 600-ban, ismét harmadik helyezést ért el az országos supermoto bajnokságban és hetedik az IDM Yamaha R6-os kupában. Októberben részt vett a Gyorsaságimotoros-Európa-bajnokságban, amelyen egyetlen futamon rendeztek Albacetében, itt a nyolcadik helyen végzett. 2013 és 2014-ben részt vett a Red Bull Rookies kupában, hol előbb 10., majd 6. helyen végzett a bajnokságban. Utolsó évében a németországi Sachsenring győzni tudott. 2013 óta az 54-es számot használja, akárcsak honfitársa és többszörös Supersport világbajnok, Kenan Sofuoğlu. 2014-ben a Superstock 600 Európa-bajnokságon debütálása során a francia Magny-Coursban megnyerte a versenyt egy Kawasaki Ninja ZX-6R-rel. 2015-ben szerződtette a Puccetti Racing és a szezon végén Michael Ruben Rinaldi előtt megnyerte a bajnokságot. A következő évben maradt a csapatnál, de feljebb lépett a Superstock 1000 kategóriába. 2017-ben második lett Rinaldi mögött.

### Superbike-világbajnokság
2016-ban a Kawasaki nevezte az első két fordulóba, de végül nem indult el a Superbike-világbajnokságon. 2018-ban állandó pilótaként debütált a Puccetti Racing csapatával, csapattársa Leon Haslam volt. Első dobogóját a Donington Parkban megrendezett második versenyen szerezte meg, miután a második helyen ért célba. 2019-ben maradt a csapatnál, de már csak egyedüli versenyzőként. A Francia nagydíjon megszerezte első két győzelmét, a bajnokságban az ötödik helyen végzett a szezon végén.
2020-ban a Yamaha csapatához szerződött, ahol Michael van der Mark lett a csapattársa. Az első versenyen rögtön győzni tudott, de a szezon közepén kevésbé volt versenyképet. 2021-ben Jonathan Rea és ő harcoltak a bajnoki címért, amit végül ő nyert meg. A széria történetének első török világbajnoka lett. 2022-ben nem sikerült megvédeni a világbajnoki címét, de így is tizennégy futamot tudott megnyerni.
2023. május 22-én jelentette be, hogy a szezon végén távozik a Yamahától és a következő szezontól a BMW gyári pilótája lesz. A 2024-es szezonnyitó Phillip Island-i Superpole versenyen harmadik lett, ezzel megszerezte első dobogós helyezését a BMW versenyzőjeként. A következő versenyhétvégén az első barcelonai futamot és Superpole-t megnyerte. Az Assen-i második futamtól kezdve sorozatban 11 versenyt nyert meg, amivel beérte Álvaro Bautistát és Jonathan Reát. Portugáliában a Superpole futamon zsinórban tizenkettedik győzelmét szerezte meg, amivel történelmet írt a sorozatban.
2024. október 19-én a jerezi szezonzáró első futamán elért második helyével megszerezte karrierje második, valamit a BMW első egyéni világbajnoki címét. Troy Corser és James Toseland után ő lett a harmadik, aki két gyártóval is világbajnoki címet tudott nyerni.

### MotoGP
2022-ben Aragóniában az egy napos teszten próbálhatott ki először MotoGP-motort. 2023 áprilisában ismét kipróbálhatta a Yamaha YZR-M1-t. Jerezben a 2 napos teszt során prototípus motorral körözött.
2025. június 10-én a Yamaha bejelentette, hogy 2026-tól a Pramac versenyzője lesz a MotoGP-ben.

### Szuzukai 8 órás verseny
2019-ben a Kawasaki ZX-10RR-rel megnyerte a Szuzukai 8 órás versenyt, ahol csapattársai voltak Leon Haslam és Jonathan Rea.

## Eredményei

### Teljes Superbike-világbajnokság eredménylistája
(Táblázat értelmezése)

(Félkövér: pole-pozícióból indult; dőlt: leggyorsabb kört futott) 

| Év   | Motor    | 1   | 1   | 2   | 2   | 3   | 3   | 4   | 4   | 5   | 5   | 6   | 6   | 7   | 7   | 8   | 8   | 9   | 9   | 10  | 10  | 11  | 11  | 12  | 12  | 13  | 13  | Helyezés | Pont |
| Év   | Motor    | R1  | R2  | R1  | R2  | R1  | R2  | R1  | R2  | R1  | R2  | R1  | R2  | R1  | R2  | R1  | R2  | R1  | R2  | R1  | R2  | R1  | R2  | R1  | R2  | R1  | R2  | Helyezés | Pont |
| 2016 | Kawasaki | AUS | AUS | THA | THA | ESP | ESP | NED | NED | ITA | ITA | MAL | MAL | GBR | GBR | ITA | ITA | USA | USA | GER | GER | FRA | FRA | ESP | ESP | QAT | QAT | Hn       | –    |
| ---- | -------- | --- | --- | --- | --- | --- | --- | --- | --- | --- | --- | --- | --- | --- | --- | --- | --- | --- | --- | --- | --- | --- | --- | --- | --- | --- | --- | -------- | ---- |
| 2016 | Kawasaki | Ni  | Ni  |     |     |     |     |     |     |     |     |     |     |     |     |     |     |     |     |     |     |     |     |     |     |     |     | Hn       | –    |
| 2018 | Kawasaki | AUS | AUS | THA | THA | ESP | ESP | NED | NED | ITA | ITA | GBR | GBR | CZE | CZE | USA | USA | ITA | ITA | POR | POR | FRA | FRA | ARG | ARG | QAT | QAT | 9.       | 151  |
| 2018 | Kawasaki | 13  | 10  | 15  | 8   | 9   | 9   | 10  | 9   | 11  | 8   | 21  | 2   | 10  | 9   | Ki  | Ni  | 11  | 12  | 8   | Ki  | 8   | 12  | 3   | 7   | 10  | T   | 9.       | 151  |

| Év   | Motor    | 1   | 1   | 1   | 2   | 2   | 2   | 3   | 3   | 3   | 4   | 4   | 4   | 5   | 5   | 5   | 6   | 6   | 6   | 7   | 7   | 7   | 8   | 8   | 8   | 9   | 9   | 9   | 10  | 10  | 10  | 11  | 11  | 11  | 12  | 12  | 12  | 13  | 13  | 13  | Helyezés | Pont |
| Év   | Motor    | V1  | SV  | V2  | V1  | SV  | V2  | V1  | SV  | V2  | V1  | SV  | V2  | V1  | SV  | V2  | V1  | SV  | V2  | V1  | SV  | V2  | V1  | SV  | V2  | V1  | SV  | V2  | V1  | SV  | V2  | V1  | SV  | V2  | V1  | SV  | V2  | V1  | SV  | V2  | Helyezés | Pont |
| 2019 | Kawasaki | AUS | AUS | AUS | THA | THA | THA | ESP | ESP | ESP | NED | NED | NED | ITA | ITA | ITA | ESP | ESP | ESP | ITA | ITA | ITA | GBR | GBR | GBR | USA | USA | USA | POR | POR | POR | FRA | FRA | FRA | ARG | ARG | ARG | QAT | QAT | QAT | 5.       | 315  |
| ---- | -------- | --- | --- | --- | --- | --- | --- | --- | --- | --- | --- | --- | --- | --- | --- | --- | --- | --- | --- | --- | --- | --- | --- | --- | --- | --- | --- | --- | --- | --- | --- | --- | --- | --- | --- | --- | --- | --- | --- | --- | -------- | ---- |
| 2019 | Kawasaki | 6   | 15  | Ki  | 10  | 9   | 9   | 8   | 10  | Ki  | 9   | T   | 9   | 3   | 7   | T   | 5   | 7   | 3   | Ki  | 4   | 2   | 13  | 2   | 2   | 3   | 4   | 3   | 6   | 4   | 3   | 1   | 1   | Ki  | 3   | 3   | 3   | 11  | Ki  | 5   | 5.       | 315  |
| 2020 | Yamaha   | AUS | AUS | AUS | ESP | ESP | ESP | POR | POR | POR | ESP | ESP | ESP | ESP | ESP | ESP | ESP | ESP | ESP | FRA | FRA | FRA | POR | POR | POR |     |     |     |     |     |     |     |     |     |     |     |     |     |     |     | 4.       | 228  |
| 2020 | Yamaha   | 1   | 2   | Ki  | 3   | Ki  | 3   | 2   | 2   | 8   | 6   | 7   | 8   | 5   | 7   | 7   | 6   | Ni  | Ni  | 6   | 9   | 9   | 1   | 1   | 3   |     |     |     |     |     |     |     |     |     |     |     |     |     |     |     | 4.       | 228  |
| 2021 | Yamaha   | ESP | ESP | ESP | POR | POR | POR | ITA | ITA | ITA | GBR | GBR | GBR | NED | NED | NED | CZE | CZE | CZE | ESP | ESP | ESP | FRA | FRA | FRA | ESP | ESP | ESP | ESP | ESP | ESP | POR | POR | POR | ARG | ARG | ARG | IDN | IDN | IDN | 1.       | 564  |
| 2021 | Yamaha   | 3   | 6   | 6   | 2   | 2   | 3   | 2   | 2   | 1   | 1   | 6   | 1   | 3   | 3   | Ki  | 1   | 1   | 2   | 3   | 3   | 1   | 1   | 2   | 1   | Ki  | 2   | 2   | 1   | T   | 1   | 1   | 6   | Ki  | 1   | 1   | 3   | 2   | T   | 4   | 1.       | 564  |
| 2022 | Yamaha   | ESP | ESP | ESP | NED | NED | NED | POR | POR | POR | ITA | ITA | ITA | GBR | GBR | GBR | CZE | CZE | CZE | FRA | FRA | FRA | ESP | ESP | ESP | POR | POR | POR | ARG | ARG | ARG | IDN | IDN | IDN | AUS | AUS | AUS |     |     |     | 2.       | 529  |
| 2022 | Yamaha   | 3   | 3   | 3   | 3   | 2   | Ki  | 2   | 2   | 3   | Ki  | 1   | 2   | 1   | 1   | 1   | 2   | 1   | 1   | 11  | 1   | 1   | 5   | 4   | 3   | 1   | 1   | 2   | 15  | 1   | 2   | 1   | 1   | 1   | 2   | 2   | 4   |     |     |     | 2.       | 529  |
| 2023 | Yamaha   | AUS | AUS | AUS | IDN | IDN | IDN | NED | NED | NED | ESP | ESP | ESP | ITA | ITA | ITA | GBR | GBR | GBR | ITA | ITA | ITA | CZE | CZE | CZE | FRA | FRA | FRA | ESP | ESP | ESP | POR | POR | POR | ESP | ESP | ESP |     |     |     | 2.       | 552  |
| 2023 | Yamaha   | 3   | 3   | Ki  | 2   | 1   | 2   | 3   | 3   | 2   | 2   | 2   | 2   | 3   | 2   | 2   | 2   | 1   | 2   | 2   | 1   | 1   | 2   | 1   | Ki  | 1   | 1   | 2   | 2   | 3   | 2   | 2   | 2   | 2   | 2   | 4   | 2   |     |     |     | 2.       | 552  |
| 2024 | BMW      | PHI | PHI | PHI | BAR | BAR | BAR | ASS | ASS | ASS | MIS | MIS | MIS | DON | DON | DON | MOS | MOS | MOS | POR | POR | POR | MAG | MAG | MAG | CRE | CRE | CRE | ARA | ARA | ARA | EST | EST | EST | JER | JER | JER |     |     |     | 1.       | 527  |
| 2024 | BMW      | 5   | 3   | Ki  | 1   | 1   | 3   | 2   | 9   | 1   | 1   | 1   | 1   | 1   | 1   | 1   | 1   | 1   | 1   | 1   | 1   | 1   | Ni  | Ni  | Ni  |     |     |     | 2   | 2   | 2   | 1   | 2   | 1   | 2   | 2   | 1   |     |     |     | 1.       | 527  |

### Teljes Szuzukai 8 órás verseny-eredménylistája
| Év   | Csapat                         | Csapattárs               | Motor            | Helyezés |
| ---- | ------------------------------ | ------------------------ | ---------------- | -------- |
| 2019 | Kawasaki Racing Team Suzuka 8H | Leon Haslam Jonathan Rea | Kawasaki ZX-10RR | 1.       |